# Chant liturgique éthiopien
Cette page contient des caractères éthiopiques. En cas de problème, consultez Aide:Unicode ou testez votre navigateur.
Le chant liturgique éthiopien, appelé Zema, est un chant liturgique chrétien pratiqué dans l'Église orthodoxe éthiopienne. Il dispose d'un système de notation propre, appelé melekket. La tradition du zema, qui débute au VIe siècle, est attribuée à saint Yared. Au cours de leur histoire, ces chants ont connu une évolution similaire à celle des chants liturgiques européens.

## Étymologie
En guèze, la langue liturgique de l'Église orthodoxe éthiopienne, le mot zema renvoie à un son, une chanson ou une mélodie agréable,,.

## Histoire
La naissance de la tradition du chant liturgique éthiopien est attribuée à saint Yared, qui vit en Éthiopie au VIe siècle. Yared est le premier auteur de chants religieux et de compositions écrites en Éthiopie. Il invente trois formes de chant :  l’ararai, l’ezil et le geeze. Le synaxaire de l'Église orthodoxe éthiopienne affirme que les chants liturgiques éthiopiens, de nature divine, sont fidèles à Yared.
L'Éthiopie est évangélisée au VIe siècle, à l'époque de Yared. À cette époque, l'Église orthodoxe éthiopienne dispose déjà d'un corpus de prières. Les chants liturgiques sont créés plus tard. Ainsi, les deggwa (antiennes éthiopiennes) datent de la seconde moitié du XVIe siècle. Cependant, les habitants des plateaux d'Éthiopie, chrétiens miaphysistes depuis le IVe siècle, chantent la liturgie en assemblée avec applaudissements, youyous et gestes rythmés. Ces éléments se retrouvent dans le zema. Selon Ugo Monneret de Villard (it), le chant liturgique éthiopien serait inspiré des danses de l'Égypte antique.
Les chants liturgiques éthiopiens sont basés sur des sources orales et écrites, mais l'isolement géographique de l'Éthiopie et la difficulté à retrouver les documents écrits empêchent de reconstituer avec précision l'histoire de ces chants.
La notation musicale utilisée pour ces chants (melekket) est singulière, car elle ne représente pas les hauteurs ni les mélodies. Elle est utilisée comme un moyen mnémotechnique pour le chant. Plusieurs études montrent l'homogénéité du chant liturgique éthiopien à partir du XVIe siècle. Les chants liturgiques éthiopiens ont suivi une évolution similaire à celle des chants d'Église européens,. On suppose que les notations du chant éthiopien se sont complexifiées au fil du temps. Les variantes régionales auraient subi une standardisation au fil des siècles, et les symboles de notation se sont faits plus nombreux.
Dans les années 1950, une radio éthiopienne enregistre un premier chant liturgique éthiopien avec l'aide du prêtre Mere Geta Lisanework. 

## Pratique
Les personnes apprenant le chant liturgique éthiopien étudient la langue guèze. Elles commencent généralement à pratiquer le chant durant leur enfance. La formation au chant se fait dans des écoles de danse liturgique. Le zema est souvent accompagné d'instruments traditionnels comme le käbäro, le tambour, le tsänatsel, le sistre et le mäqwamya. Les étudiants du chant (däqä mermur) deviennent ensuite des chanteurs (däbtära). Certains d'entre eux deviennent ensuite maîtres (märigéta). Un étudiant est considéré comme prêt lorsqu'il maîtrise le qené, un genre réputé complexe.
Aujourd'hui, les chrétiens orthodoxes représentent environ 43,5 % de la population éthiopienne. La musique liturgique éthiopienne reste étroitement liée aux communautés orthodoxes et est rarement jouée par des personnes étrangères à ces communautés. Elle demeure très présente au sein de la diaspora éthiopienne.

### Aux États-Unis
Depuis le milieu des années 1970, une forte émigration a permis la formation de communautés éthiopiennes aux États-Unis. Les immigrés ont apporté avec eux leurs traditions musicales séculières et liturgiques. La capitale fédérale Washington compte une forte concentration de prêtres (qes) et de musiciens (däbtära) éthiopiens. Toutefois, les petites communautés préservent difficilement leurs traditions liturgiques et musicales.

## Système de notation
| 1. Mereged      | Comparable au largo et au grave. Très lent. |
| 2. Nuis-mereged | Comparable à l'adagio. Lent.                |
| 3. Abiy-tsefat  | Comparable à l'allegretto. Modéré.          |
| 4. Tsefat       | Comparable à l'allegro. Rapide.             |
| 5. Arwasti      | Comparable au prestissimo. Très rapide.     |

| 1. Yizet (ይዘት)   | ᎐ | Comparable au staccato.                                                       |
| 2. Deret (ደረት)   | ᎑ | Chant grave et lent. Atteint les gammes les plus graves de la voix masculine. |
| 3. Kinat (ቅናት)   | ᎕ | Comparable au glissando vers le haut.                                         |
| 4. Chiret (ጭረት)  | ᎖ | Comparable au glissando vers le bas.                                          |
| 5. Difat (ድፋት)   | ᎔ | Signale généralement le passage à l'octave inférieure.                        |
| 6. Kurt (ቁርጥ)    | ᎙ | Comparable au coda.                                                           |
| 7. Rikrik (ርክርክ) | ᎓ | Comparable au tremolo.                                                        |
| 8. Hidet (ሂደት)   | ᎗ | Comparable à l'accelerando, au crescendo et au portamento.                    |